# 第一次世界大战中的英国
英国（彼时的英国国号为「大不列颠及爱尔兰联合王国」）在第一次世界大战期间是协约国的重要成员，参加了在西线战场、南方战场和海上的许多重要战斗，还在非洲、亚洲和太平洋投入了部队。在俄国在1917年因故退出战争后，英国还组织了军队干涉俄国内战。
第一次世界大战是英国历史上许多重要历史的节点，譬如皇家空军（世界上第一支专业空军）的成立；英国史上第一次强制征兵，但同时也召集了有史以来规模最大的志愿军团（这支部队被称为「基奇纳之军」，约有200万人）。

## 王室
英国王室在战时因为他们与英国的头号大敌——德国的亲缘关系而受到公众质疑。在战前，英国王室被称为「萨克森-科堡-哥达家族」（House of Saxe-Coburg and Gotha），这一家族统治过萨克森-科堡-哥达公国、比利时、葡萄牙和保加利亚，是麦森藩侯（Markgraf von Meißen）的直系后代。

英王乔治五世的表弟威廉二世即是当时德意志帝国的皇帝，此人也是英国媒体煽动下公众最敌视的人。乔治五世的妻子玛丽王后本人亦是德国贵族特克公爵（Duke of Teck，与德国皇室有血缘关系）的女儿。因此英国著名小说家威尔斯（《时间机器》的作者）撰文以「外邦人和无聊之廷」攻击王室时，乔治五世的回复成为了名言：
我也许无聊，但如果是我外邦人就让我下地狱罢！
在1917年7月10日，为了平息群众的愤怒，乔治五世发布勅令，宣布将姓氏改为温莎（House of Windsor），并命令所有维多利亚女王居住在英国的直系后代都以此为姓。他还宣布放弃所有德国头衔，如巴滕堡的路易斯王子成为第一世米德福港侯爵；特克公爵成为第一世剑桥侯爵。
英国的爱德华王储（后来继位为爱德华八世）在战时跃跃欲试，想要参加战斗对抗敌人，但政府担心激烈的战斗会对王位继承顺序造成损害，所以拒绝了他的要求。但是爱德华王储还是尽一切努力接近前线，因此直接面對了恶劣的战场环境和战壕的生活。爱德华王储在战时的事迹让许多退伍老兵支持他。他的弟弟约克公爵（后来成为乔治六世）作为海军军官，参加了日德兰海战（史上最大的战列舰对战）。
乔治五世唯一的女儿，玛丽长公主经常视察战地医院和后方，并建立了玛丽长公主圣诞礼物基金会 (英文: Princess Mary Christmas Gift Box)，仅1914年一年便筹集了价值16万英镑（约合2014年的一千〇四万英镑）的礼物寄给前线的英国陆海军官兵。

## 保护国土法案
第一份《保护国土法案》（Defence of the Realm Act，简称DORA）在1914年4月（即战争爆发数週内）通过，该法案赋予了英国政府极大的权力，包括强制征收对军队有用处的私人土地和禁止公众给野生动物投食。

## 英国军队

### 陆军
英国陆军的规模与其他欧洲主要势力对比是比较小的。在战争爆发前，英国陆军是一支小而现代化（相对当时而言）的志愿军，一共有400,000人，大多数人在大英帝国在全世界各地的军事基地和要塞服役（至1914年8月，157个步兵营中有74个、31个骑兵团中有12个部署在海外）。这些常备军和其他预备役军人被编入「英国远征军」（British Expeditionary Force，BEF）远征法国参加与德国的对战。
大部分在战后志愿入伍的新兵（即「基奇纳之军Kitchener's Army」）参加了索姆河战役。
1916年1月，英国开始强制征兵。在战争结束时，英国陆军的兵力膨胀至400万之巨，是英国陆军史上人数最多的时候。

### 皇家海军
因为《1889年海防法案》和英国奉行的「双倍力量标准」（即英国要保持相当于世界第二、三位海军力量的海军，在当时既是法国和德国）在战争爆发时，英国皇家海军是英国军力最大的部队，也是世界上最大的海上力量。

## 战争伤亡
根据陆军部在1922年发表的《1914-1920年大英帝国在大战时的军事》（ Statistics of the Military Effort of the British Empire During the Great War 1914–1920）有908,371名军人阵亡、死于伤病、死于战俘营或失踪。另外，统计还单列出32,287名皇家海军军人和14,661名商船水手死于一战。

## 战后影响
第一次世界大战的巨大伤亡在西线、加利波里等战场的可怕场景让英国人难以忘怀。对于战争的恐惧是英国政府在二十年后面对希特勒在欧洲的野心和扩张时采取「绥靖」政策的一大原因。
英国在第一次世界大战时耗费的巨大军费使英国从战前世界第一大海外投资者和债权国成为欠债最多的国家。英国政府光是为了缴利息便已佔用了政府预算的40%。